# Ulfberht

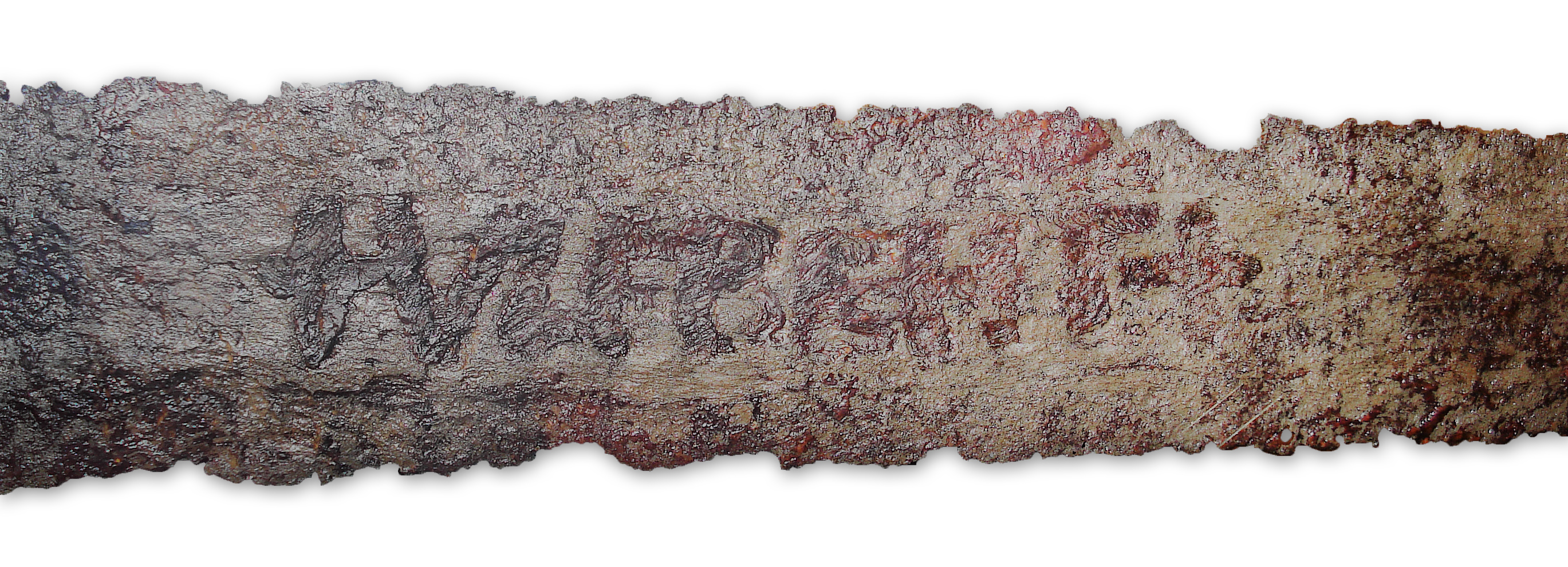
Ulfberht-Schriftzug auf einem Schwert aus dem 9. Jahrhundert im Germanischen Nationalmuseum

Ulfberht ist eine moderne Transkription der Inschrift +VLFBERH+T, welche typischerweise auf frühmittelalterlichen, germanischen Schwertern des 8. bis 11. Jahrhunderts zu finden ist. Es existieren viele Variationen der Inschrift, wie zum Beispiel +VLFBERHT+ oder VLFBERH+T. Allgemein vermutet man, dass es sich dabei ursprünglich um einen fränkischen Schmied handelte, dessen Name und Werkstatt später eine Art Handelsmarke begründeten.

## Geschichtliche Einordnung und archäologische Bedeutung
Die meisten Schwerter sind nach der Oakeshott-Klassifikation als Typ X einzustufen, wobei der Übergang zu hochmittelalterlichen Schwertformen fließend ist. Auch finden sich nahezu alle zeittypischen Griffgestaltungen nach der Petersen-Gefäßtypologie.
Gemäß der Klassifikation der Schwerter nach Alfred Geibig
besteht ebenfalls keine Einheitlichkeit. Es ist davon auszugehen, dass diese Inschrift über mehrere Jahrhunderte verwendet wurde, und zwar nicht nur von einer einzelnen Werkstatt oder Person. Die Art der Inschrift (das Vorhandensein von Kreuzsymbolen vor und nach den eigentlichen Buchstaben) lässt auch Schlüsse auf die Herkunft und Bedeutung solcher Markierungen zu.
Die Tatsache, dass die meisten der Schwerter mit der Inschrift „Ulfberht“ in Skandinavien gefunden wurden, zeugt von ausgeprägten Handelsbeziehungen zwischen dem Frankenreich und Nordeuropa. Es sind Funde aus Osteuropa und sogar aus dem Nahen Osten belegbar, die oft mit Gefäßen (Parierstange, Griff und Knauf) versehen wurden, welche den örtlichen Gepflogenheiten entsprachen. Die allermeisten Klingen stammen jedoch aus dem Gebiet der Rheinfranken, das schon zur Latènezeit eine ausgeprägte Metallurgie aufwies.

## Ursprung
Der genaue Ursprung ist unklar. Einige Forscher vermuten, der Stahl stamme aus Afghanistan, Persien oder Indien. Er soll über Händler aus dem Orient über die Wolga und das Kaspische Meer nach Europa gelangt sein. Materialanalysen wiederum deuten darauf hin, dass das Blei aus dem Rheinischen Schiefergebirge stammt. Deswegen vermuten einige Forscher die Klöster Fulda und Lorsch als Herstellungsorte. Indizien dafür gibt es durch das sehr gut erhaltene Schwert von Großenwieden im Jahr 2012, das bei Baggerarbeiten in der Weser bei Hessisch Oldendorf gefunden wurde. Das Niedersächsische Landesamt für Denkmalpflege und die Universität Hannover kamen nach einer eingehenden Analyse zum Ergebnis, dass das Ulfberht-Schwert im 10. Jahrhundert geschmiedet wurde und das im Griff verarbeitete Blei aus dem Hintertaunus stammt. Das wurde deshalb als Hinweis auf eine Werkstatt in Fulda oder Lorsch gewertet, weil dort eine Waffenproduktion jeweils verbürgt ist und andere Klöster das Blei mutmaßlich aus näher gelegenen Lagerstätten geholt hätten. Da nur eines der übrigen rund 170 aufgefundenen Schwerter mit dem aus Großenwieden Ähnlichkeit hat, wird von Forschern allerdings vermutet, dass es sich um ein spätes Exemplar handelt, das lediglich den „Markennamen“ nutzte.

## Metallografische Forschung
Die Ergebnisse der modernen metallografischen Forschung belegen, dass die frühmittelalterlichen fränkisch-alemannischen Schwerter zu ihrer Zeit Spitzenprodukte darstellten, die auf höchstem handwerklichem Niveau hergestellt wurden. Die Arbeiten des Schwertforschers Stefan Mäder beweisen, dass die damaszierten Schwerter des Frühmittelalters oft einen komplexen Aufbau aufwiesen und selektiv gehärtet wurden. Dazu haben die Forschungsergebnisse von Alan Williams gezeigt, dass die „Ulfberht“-Exemplare aus Stahl bestehen, der auch gemessen an heutigen Maßstäben eine gute Qualität aufweist. Diese Ergebnisse decken sich mit den metallografischen Daten des Schwerts aus der Essener Domschatzkammer, welches aus mustergeschweißtem Stahl besteht, der sehr geringe Schwefel- und Phosphoranteile und einen Spitzenwert von 1,1 % Kohlenstoff aufweist.
Der Aufbau der frühmittelalterlichen Klingen war höchst variabel: Es gab einfache aufgekohlte Eisenschwerter und komplexe Kompositklingen. Bei damaszierten Schwertern wurden oft die Schneiden separat an den aus Torsionsdamast geformten Korpus geschweißt. Spätkarolingische Schwerter mit der +VLFBERH+T-Inschrift hatten jedoch in der Regel keine sichtbaren Damaststrukturen; in dieser Zeit beginnt schon der zunehmende Verzicht auf komplexe Damaszierungen aufgrund der Verbesserung der Rennofentechnik. Es kann also angenommen werden, dass der Wert der „Ulfberht-Handelsmarke“ aus der zur damaligen Zeit fortschrittlichen Rennofen- und Schmiedetechnik resultierte. Die eigentliche Inschrift wurde dann mithilfe von dünnem Eisenblech in den Klingenkorpus eingelegt. Die oben erwähnten Charakteristika und das metallurgische Wissen der frühmittelalterlichen Schmiede machten die Schwerter zu „High-Tech-Waffen“ der damaligen Zeit, was zur Wertschätzung und Bevorzugung bestimmter Erzeugnisse führte. Außer +VLFBERH+T sind auch andere Inschriften bekannt, zum Beispiel LEUTFRIT, BANTO, UGTHRED oder INGELRII (auch INGELRED).

### Kontroverse
Williams deutete den gemessenen Kohlenstoffgehalt von etwa 1,0 % als Hinweis auf die Verwendung von Tiegelstahl. Dagegen konnte dieser Kohlenstoffgehalt auch im Zeremonialschwert des Essener Domschatzes nachgewiesen werden, das aus einheimischem Gärbstahl besteht. Die gleichmäßige Verteilung des Kohlenstoffes in europäischem Stahl (anders als bei Aufkohlung von Eisen, wobei nur die Oberfläche des Materials kohlenstoffreich wird) wurde unter anderem durch den Schwertforscher Stefan Mäder belegt. Laut J. D. Verhoeven sind Karbidbildner wie Vanadium und Molybdän in deutlich erhöhten Mengen bis 0,3 % typisch für spezielle indische Eisenerze, welche auch in originalen Wootz-Klingen nachgewiesen wurden. Dieser Nachweis bleibt bei europäischen Klingen bis heute aus.
Ebenso wird behauptet, dass die Schneiden und der Kern der „Ulfberht“-Schwerter einheitlich aus Stahl bestünden, während herkömmliche Schwerter einen Eisenkern und stählerne Schneiden aufwiesen. Das trifft nicht zu, da man in Europa bereits im Verlauf des 10. Jahrhunderts zunehmend auf Damaszieren verzichtete und Klingen nur aus Raffinierstahl herstellte, wobei sowohl Ganzstahlschwerter als auch Kompositklingen nachgewiesen wurden. Auch war seit dem 11. Jahrhundert hochwertiger Stahl in größeren Mengen verfügbar, bedingt durch die Verbesserung der Rennofentechnik.
Für die Verwendung von Tiegelstahl in europäischen Waffen gibt es bis heute keine sicheren Belege. Wie durch neuere Forschungsergebnisse bestätigt wurde, konnten die geringen Mengen an Schlacke und sogenannten „Stahlschädlingen“ (z. B. Schwefel und Phosphor) sowie der hohe Gehalt an Kohlenstoff und dessen gleichmäßige Verteilung auch mit im fraglichen Zeitraum verfügbarer Rennofentechnik erzielt werden.

### Verdacht auf Fälschungen im Mittelalter
Zwischen dem 9. und 11. Jahrhundert nahm die Anzahl der Ulfberht-Klingen, die Schreibfehler aufwiesen, erheblich zu. Historiker vermuten Produktfälschungen. Ursächlich dafür soll ein kaiserliches Dekret Karls des Großen gewesen sein. Dieser verbot am Heiligabend des Jahres 805, die Schwerter aus dem Frankenreich auszuführen. Er wollte damit verhindern, dass Ulfberht-Schwerter zu seinen Gegnern, den Slawen und Wikingern, gelangten. Diese schätzten die besondere Beschaffenheit und Qualität der Schwerter sehr und fragten diese nach. Sie schreckten auch nicht vor Gewalt zurück, um an die Schwerter zu gelangen. Diese Nachfrage könnte zu Fälschungen verleitet haben.

## Mediale Rezeption
- Die Deutschen zweite Staffel – Teil 1: Karl der Große und die Sachsen.
- Hightech des Mittelalters. Folge: Das Wikingerschwert (USA, 2012), dt. Ausstrahlung ARTE April 2016.